# Ikwos
Els ikwos són els membres d'un sub-grup ètnic igbo que viuen a les LGAs d'Abakaliki, Ezza, Ohaozara i Ishielu, a l'estat d'Ebonyi i a la LGA d'Okpokwu, a l'estat de Benue, al sud-est de Nigèria. El seu codi ètnic al joshuaproject é NAB59h. Hi ha uns 281.000 ikwos. Segons l'Ethnologue els ikwos viuen a la LGA d'Ikwo i a les LGAs d'Obubura i Abi, a l'estat de Cross River. Els ikwos parlen la llengua ikwo, una llengua igbo. Segons l'ethnologue, el 2012 hi havia 260.000 parlants d'ikwo. Els ikwos parlen la llengua ikwo, una llengua igbo. Segons l'ethnologue, el 2012 hi havia 260.000 parlants d'ikwo. El 98% dels ikwos són cristians (el 30% dels quals, són evangèlics). D'aquests, el 80% són catòlics i el 20% pertanyen a esglésies cristianes independents. El 2% restant creuen en religions tradicionals africanes.
El seu territori és ric en recursos minerals i els avantpassats dels ikwos van desenvolupar tècniques de fer útils de bronze fa més de mil anys, alguns dels quals s'han trobat a la ciutat d'Igbo Ukwu. La creativitat i tècniques dels ikwos està demostrada perquè s'han trobat objectes de bronze, metall i terracota de ben antic que han estat reconeguts com uns dels més fins de la història de la humanitat.